# 駒野康男
駒野 康男（こまの やすお） は、日本の原子力技術者。三菱重工業原子力技術センター長や、日本原子力学会会長などを務めた。

## 人物・経歴
1979年大阪大学大学院原子力工学専攻修了、三菱原子力工業入社。1995年三菱重工業炉心技術部部長代理。2004年三菱重工業炉心技術部長。2008年三菱重工業原子炉安全技術部長。2009年三菱重工業原子力事業本部原子力技術センター長。2011年三菱重工業原子力事業本部副事業本部長。2013年MHI原子力エンジニアリング代表取締役社長。2014年日本原子力学会理事。2015年MHIニュークリアシステムズ・ソリューションエンジニアリング代表取締役副社長。2016年日本原子力学会副会長。2017年MHIニュークリアシステムズ・ソリューションエンジニアリング フェロー し。2018年日本原子力学会会長。